# Hallvard Aamlid
Hallvard Aamlid (sinh ngày 25 tháng 1 năm 1973) là một chính trị gia người Na Uy thuộc Đảng Tự do.
Ông từng là phó đại diện của Nghị viện Na Uy ở Oslo trong nhiệm kỳ 1997–2001.
Ngoài chính trị, ông làm việc cho nhà xuất bản Universitetsforlaget.